# Speth (Adelsgeschlecht)

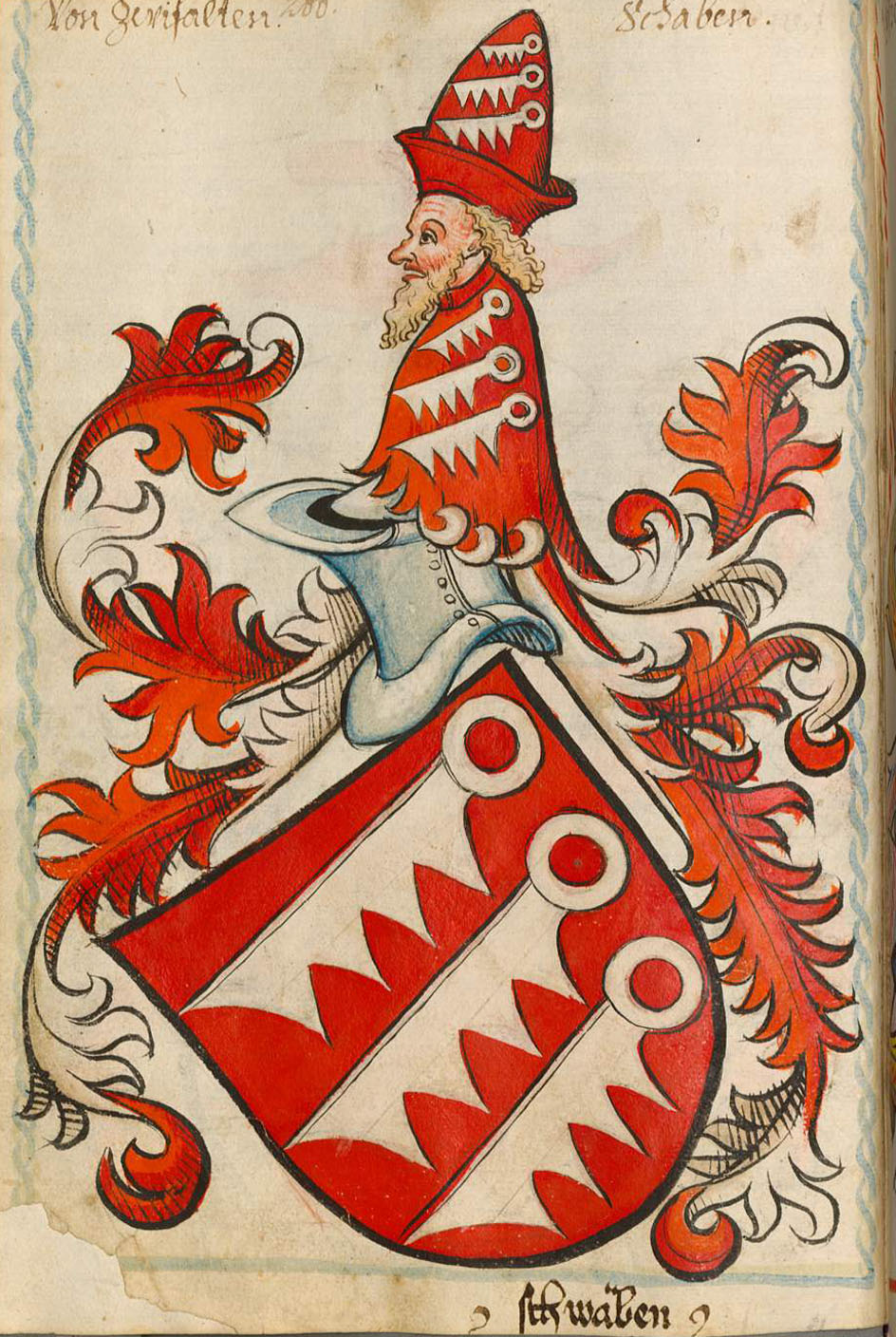
Familienwappen

Speth, in älteren Schreibweisen auch: Späth, ist der Name eines alten schwäbischen Adelsgeschlechts.
Die Familie zählte zum Stand der Ritteradeligen und Freiherren.
Sie gehörten von 1592 bis 1623 dem Kanton Neckar an. Im 18. Jahrhundert waren sie mit Eglingen und Ehestetten, Gammertingen, Granheim, Hettingen, Maisenburg mit Indelhausen, Schülzburg mit Anhausen und Erbstetten, Untermarchtal und Zwiefaltendorf im Kanton Donau kooperiert, sowie von 1542 bis 1587 mit Höpfigheim, und bis Mitte des 17. Jahrhunderts mit dem Schloss zu Dettingen im Kanton Kocher.

## Geschichte
Die älteste bekannte Linie der Familie wurde zunächst Speth von Steinhardt genannt. Heinrich Speth von Steinhardt heiratete die Erbtochter des letzten Edelherrn von Faimingen, dessen Besitz und Wappen er erbte. In einer Urkunde wird er Dominus Spaeto de Viemingen genannt. Sein Sohn war 1291 Domherr, 1309 Bischof von Augsburg. Außerdem bekannt ist sein Todestag, der 14. März 1331.
Das Geschlecht der Familie Speth war weit verzweigt und brachte im späten Mittelalter durch Albrecht Speth und dessen Frau Clara von Ehestetten die Linie Speth-Schülzburg hervor. Diese Namensgebung beruht auf der seit 1452 ununterbrochen im Familienbesitz befindlichen Schülzburg. Diese wurde von Albrecht Speth für 4000 Gulden erworben, um seiner Familie zusätzliche Herrschaftsrechte zwischen Neckar und Donau sowie auf der mittleren Schwäbischen Alb zu verschaffen. Ab 1476 nannte sich jener Teil der Familie nach diesem Stammsitz.
Außerdem bekannt sind die Linien Speth von Ehestetten sowie Speth von Zwiefalten, wobei letztere durch Dietrich Speth aus der ersteren hervorging. Auch diese beiden Linien tragen ihren Namenszusatz aufgrund ihres Herrschaftsbereichs, Ehestetten bzw. Zwiefalten.
Nachdem Caspar Speth (eines der sechs Kinder von Albrecht Speth und vorgesehener zukünftiger Kopf der Familie) am 30. April 1460 in der Schlacht von Wüstenhausen (bei Ilsfeld) auf der Seite Württembergs gefallen war, übertrug Albrecht Speth die Nachfolge an seinen Sohn Wolf Speth zu Schülzburg. Im Jahr 1465 verstarb Albrecht Speth, wodurch der Familienbesitz in die Hände von Wolf Speth überging.
Da Wolf Speth vermutlich aufgrund einer Krankheit einen frühen Tod fürchtete, übertrug er die Schülzburg 1476 an seine Söhne und bezog seinen Wohnsitz im nahegelegenen Hayingen. Wolf Speth starb 1495.
Dessen drei Söhne verkauften nach seinem Tod die Dörfer und Höfe Oberstetten, Ödenwaldstetten, Aichelau und Maßhalderbuch für 9500 Gulden an Hans Caspar von Bubenhofen, Hauptmann des Schwäbischen Bundes.
Sohn Hans Speth erwarb 1500 das Schloss Gleißenburg bei Blaubeuren bzw. Erbach. Nach einer finanziellen Notlage verkaufte er es bereits 1505 weiter.
Sein Bruder Reinhard bekleidete verschiedene Ämter im Herzogtum Württemberg, war zu Beginn des 16. Jahrhunderts Amtmann in Weinsberg, Obervogt in Neuenstadt sowie in Böblingen und herzoglicher Jägermeister. Er stieg zur Schlüsselfigur seiner Generation in der Familie auf. Während von Hans Speth zwei namentlich nicht bekannte Töchter nachzuweisen sind und der dritte Bruder, Jörg Speth, keine Nachkommen hatte, lassen sich für Reinhard Speth und seine Frau Sibilla vom Stein fünf eheliche Kinder nachweisen.

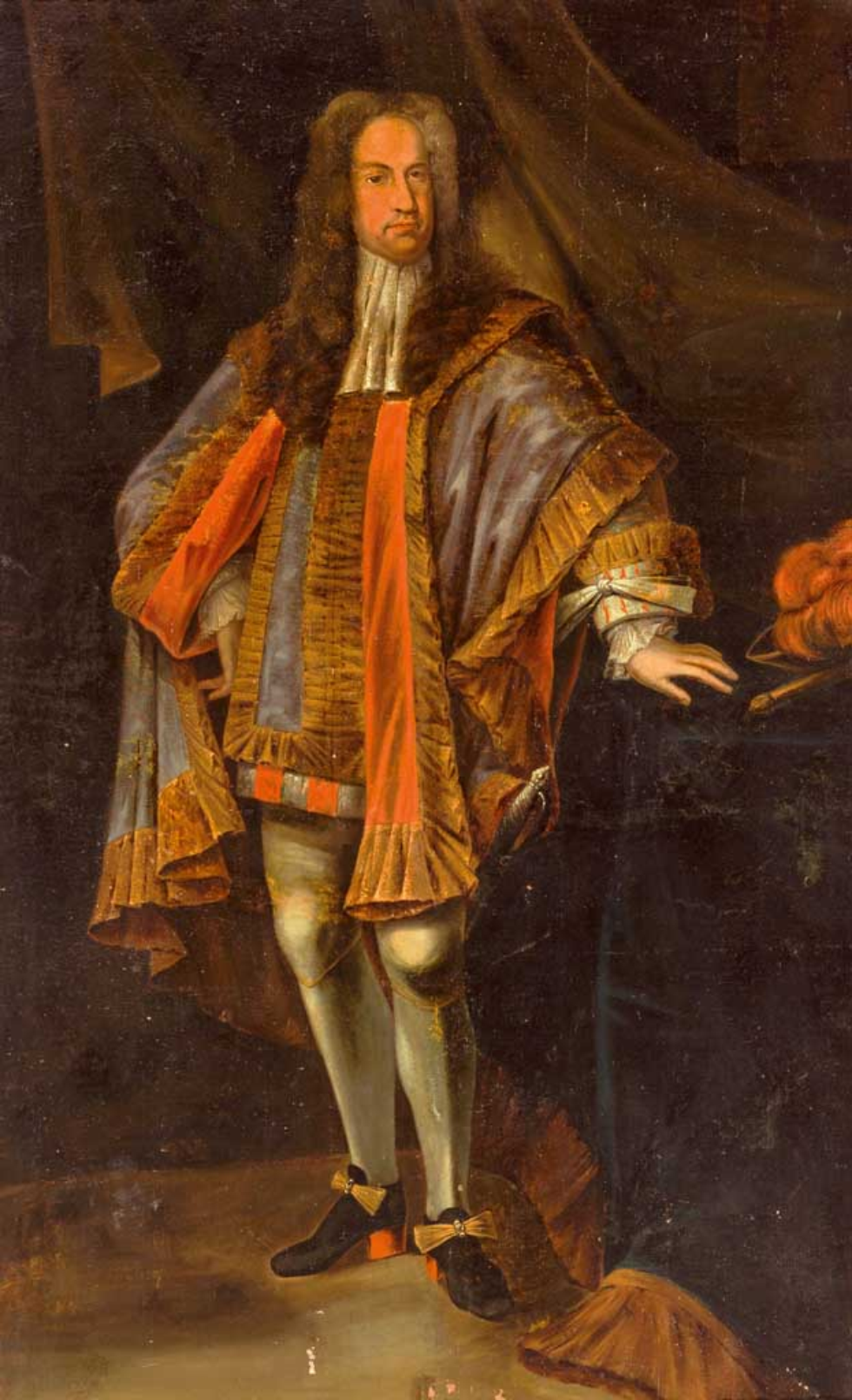
Gemälde aus dem Rittersaal der Schülzburg; eventuell Dietrich Speth von Zwiefalten dargestellt.

Zur gleichen Zeit spielte Dietrich Speth von Zwiefalten, ein entfernter Verwandter der Linie Speth-Schülzburg, im Zusammenhang mit der vorübergehenden Entmachtung Herzog Ulrichs in Württemberg eine Rolle. Geboren im Jahr 1454, war er anfänglich in württembergischen Diensten. Im Jahr 1495 begleitete er Herzog Eberhard im Bart auf den Reichstag zu Worms. 1504 kämpfte er als Helfer Herzog Ulrichs im Landshuter Erbfolgekrieg und 1510 zog er mit Kaiser Maximilian und der Liga von Cambrai gegen die Republik Venedig. Ulrich verlieh ihm 1510 das Amt eines Erbtruchsesses, der Kaiser verlieh am 1. Mai 1511 seiner Herrschaft die hohe Gerichtsbarkeit.
Durch seine verwandtschaftlichen Beziehungen zu Hans von Hutten kam er später in Opposition zu Herzog Ulrich, da dieser von Hutten erschlagen hatte. Grund dafür war eine Liebesaffäre zwischen Ulrich und der Frau von Huttens, Ursula Thumb von Neuburg. Da die Ehefrau Ulrichs, Sabina von Bayern, sich offen gegen ihren Gatten positionierte und dementsprechende Konsequenzen zu fürchten hatte, half Dietrich Speth von Zwiefalten ihr bei ihrer Flucht von Nürtingen nach München 1515. Das erzürnte Herzog Ulrich so, dass dieser im Jahr 1517 die Spethschen Besitzungen plündern ließ. Vermutlich lässt sich der Einsatz von Dietrich Speth von Zwiefalten für Herzogin Sabina mit einer mehr oder weniger geheimen Liebesbeziehung erklären. Dietrich Speth nahm aktiven Anteil an der Vertreibung Ulrichs. Als von den Habsburgern eingesetzter Obervogt von Urach verteidigte er dieses 1519 gegen Ulrich.
Nach dem erfolgreichen Krieg wurde das Land von Dietrich Speth von Zwiefalten besetzt. Dieser versorgte seine Verwandtschaft, unter anderem die Linie Speth-Schülzburg mit ranghohen Posten und Ämtern.
Beim Entsatz von Wien 1529 zeichnete er sich aus, 1534 beteiligte er sich auf Habsburger Seite an der Schlacht bei Lauffen. Als kaiserlicher Rat starb Dietrich Speth von Zwiefalten am 1. Dezember 1536 in der Schlacht um Marseille, nachdem er für Karl V. in den Frankreichfeldzug zog (Habsburgisch-französischer Gegensatz).
Inzwischen entstanden neben den Linien Speth von Zwiefalten, Speth von Ehestetten sowie Speth von Schülzburg auch die Linien Speth von Granheim sowie Speth von Untermachthal.
Als Kaiser Franz II. am 6. August 1806 die Kaiserkrone niederlegte und damit das Heilige Römische Reich Deutscher Nation auflöste, wurden die größten Besitzungen der Familie Speth von dem inzwischen zum Königreich erhobenen Württemberg übernommen.
Mit einer Deklaration vom 8. Dezember 1821 werden dem Adel, also auch den Spethen, weitreichende persönliche Rechte eingeräumt, unter anderem Freizügigkeit im Deutschen Bund, Erhalt aller Familieninstitute, einen privilegierten Gerichtsstand, Ausübung der Polizeigewalt in den eigenen Besitzungen sowie Steuerfreiheit bei Körperschafts- und Gemeindelasten.

## Besitzungen und Bauwerke

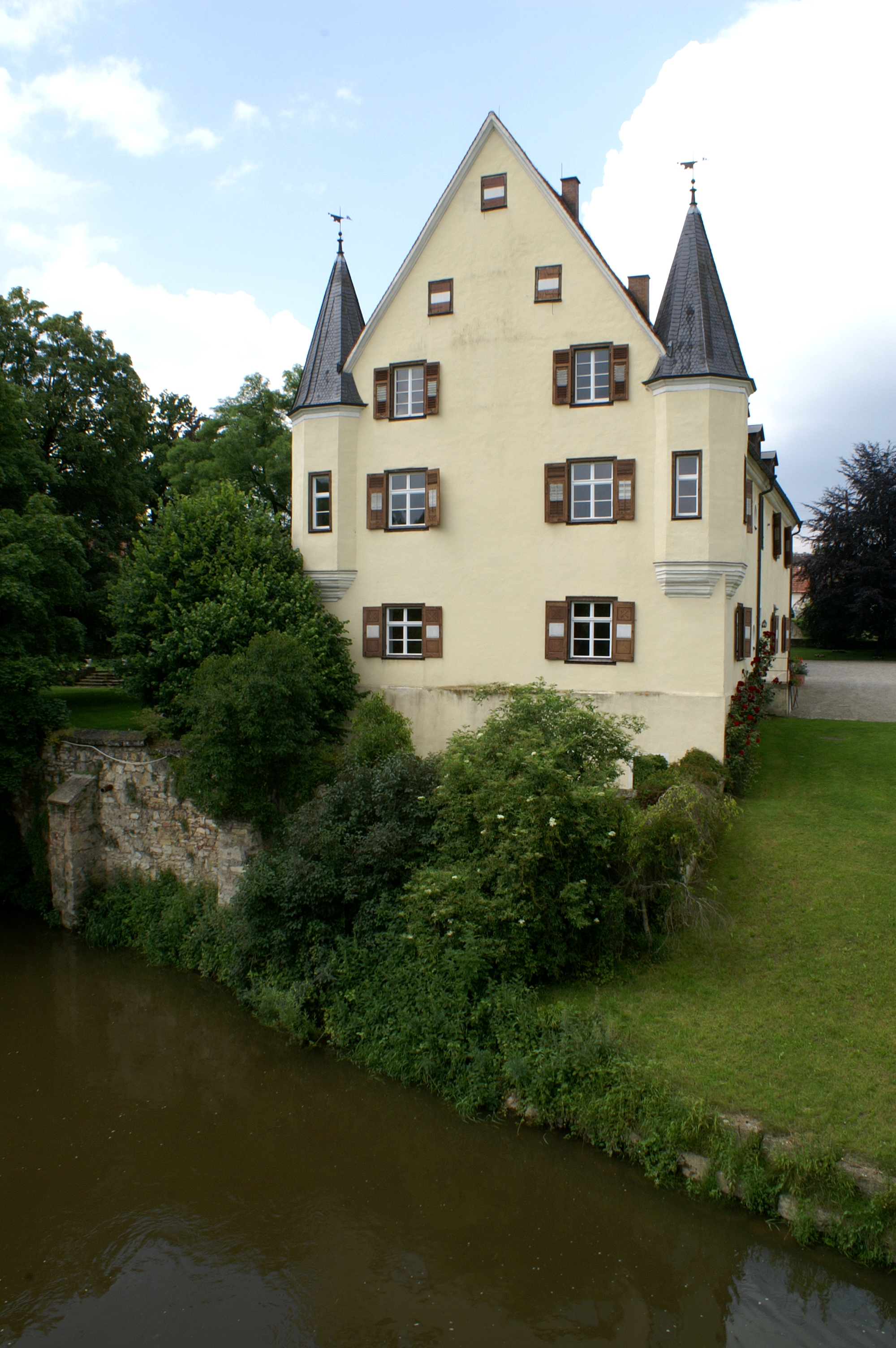
Schloss Zwiefaltendorf

Zum Herrschaftsbereich der Familie zählten zahlreiche Orte im Bereich Lautertal, unter anderem in der Gegend um Zwiefalten und Hayingen.
Im Familienbesitz befanden sich unter anderem die folgenden Bauwerke:
- Schülzburg
- Schloss Granheim
- Ritterhaus Ehingen
- Kloster Zwiefalten
- Burg Zwiefaltendorf
- Schloss Zwiefaltendorf

### Militär
Die Familie verfügte über einige Truppen, die in diversen Konflikten zum Einsatz kamen. Über die Jahre hinweg gab es eine Zusammenarbeit mit den Habsburgern. Die Truppen bestanden überwiegend aus Landsknechten, Reitern, Rittern, Landvolk und Tross.
Vor allem Dietrich Speth von Zwiefalten, Ritter und Generalfeldmarschall, zeichnete sich als Oberbefehlshaber seiner Truppen aus. 1504 kämpften die Truppen unter seiner Führung im Landshuter Erbfolgekrieg auf der Seite Herzog Ulrichs. Im Jahr 1510 führte er seine Truppen mit der Liga von Cambrai in den Krieg gegen die Republik Venedig. Bei der Ersten Wiener Türkenbelagerung im Jahr 1529 zeichnete sich Dietrich Speth aus. In der Schlacht bei Lauffen am 13. Mai 1534 wurde Dietrich Speth das Kommando über die 10.500, teils österreichischen Truppen übertragen. Speth ließ umgehend einige Verteidigungsschanzen zwischen Nordheim und Lauffen errichten, konnte aber nicht verhindern, dass sich die österreichischen Truppen zurückzogen. Dieser Rückzug scheint weniger aus taktischen Gründen erfolgt zu sein, vielmehr sollen die österreichischen Hauptleute Speth nicht als Befehlshaber anerkannt haben und nach dem Gefecht bei Nordheim nach Lauffen zurückgekehrt sein, „wo sie sich am Wein gütlich taten“ und wohin ihnen ihre Truppen noch in der Nacht folgten.
1536 zogen die Spethschen Truppen in die Schlacht um Marseille, wobei Dietrich Speth von Zwiefalten am 1. Dezember gefallen war.

## Name
Die genaue Herkunft des Familiennamens Speth ist nicht zweifelsfrei geklärt. Zudem sind, besonders auf älteren Dokumenten, unterschiedliche Schreibweisen des Namens bekannt. Unter anderem finden sich die Schreibweisen Späth, Spet oder Spaeth. Eine mögliche, unwahrscheinliche Herkunft könnte das deutsche Wort spät sein. Denkbar ist allerdings auch, dass sich der Familienname von dem mittelhochdeutschen Wort „spât“ = der Splitter herleitet. Diese Theorie wäre wahrscheinlich, sofern es sich bei den Schlüsseln im Familienwappen ursprünglich um Sägen handelte. Sollte der Name hingegen niederdeutschen Ursprungs sein, so könnte mit dem Namen auch der „Spieß“ gemeint sein. Ein auffallend häufig vergebener Vorname der Familie ist Dietrich.
Es existieren verschiedene Linien der Familie, welche sich nach Erwerb ihrer Edelsitze nach ihnen benannt haben. 
Zu den bekanntesten Linien zählen:
- Speth von Zwiefalten
- Speth von Schülzburg
- Speth von Ehestetten
- Speth von Granheim
- Speth von Untermachthal
- Speth von Steinhardt
- Speth von Faimingen

## Wappen

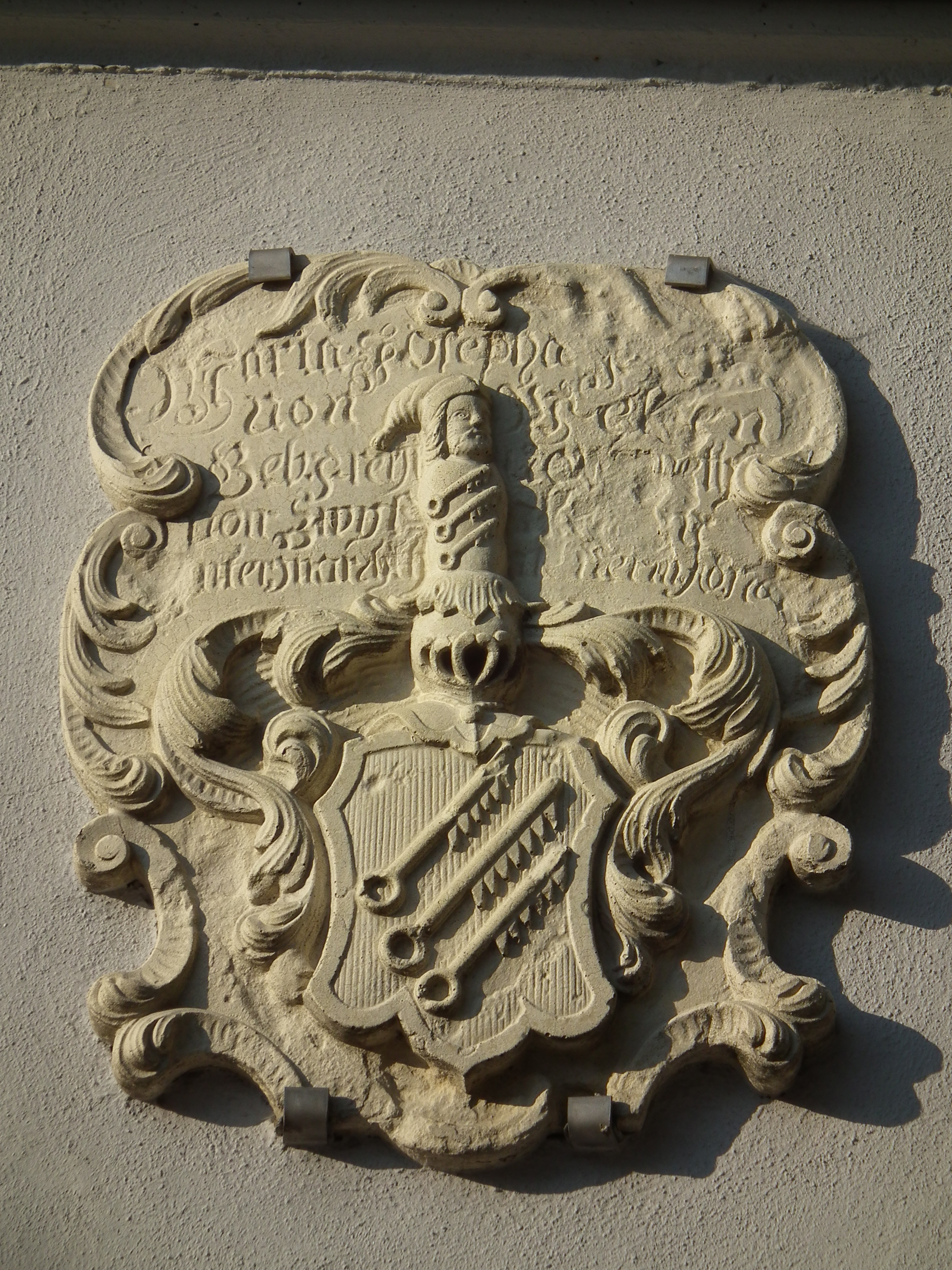
Speth-Wappen auf einem Torbogen zum Schloss Großlaupheim in Laupheim

Das Spethsche Familienwappen zeigt drei silberne Schlüssel übereinander im roten Schild. In einem Buch aus Kassel von 1620 wird das Wappen wie folgt beschrieben:
"Speti ferratas portant insignia claves. In galea rubri fulget imago viri."
dt.: „Die Spethen tragen das Zeichen der Schlüssel. Das Abbild eines roten Mannes strahlt auf einem Helm.“
In den meisten Darstellungen befindet sich über dem Schild das Abbild eines Mannes mit weißem Kragen und Bart, dessen Abbild ebenfalls das Symbol der drei übereinander liegenden Schlüssel zeigt. Dieser trägt einen Hut, an dessen hinten anhängender Spitze eine seidene Troddel ist. Auch auf dem Oberkörper des Mannes finden sich die drei Schlüssel. Deren Form wurde erst im 17. Jahrhundert immer klarer. Eine mögliche Erklärung für die Verwendung von Schlüsseln im Wappen wäre der in der Familie weit verbreitete Name Dietrich, den man durch das gleichnamige Werkzeug mit Schlüsseln in Verbindung bringen kann – siehe Dietrich (Werkzeug).
Bekannt ist, dass das Wappen der alten Linie Speth von Steinhardt (um 1290) zwei abgekehrte Sicheln im Schilde führte.
Laut Familienchronik sollen die drei Schlüssel für die erfolgreiche Verteidigung der drei Ortschaften Urach, Wittlingen und Seeburg im Reichskrieg gegen Graf Eberhard I. von Württemberg 1310–1316 symbolisieren.
Möglich ist jedoch auch, dass das Wappen bereits im 13. Jahrhundert, also vor dem Reichskrieg, von einer Linie der Familie geführt wurde. Demnach könnten auf dem Wappen drei übereinander liegende Sägen dargestellt sein.

## Persönlichkeiten
Bekannte Vertreter der Familie sind:
- Heinrich Speth von Steinhardt († 1331), Landesherr von Faimingen
- Dietrich Speth zu Ehestetten († 1443), Haushofmeister des Grafen Ludwig von Württemberg zu Urach
- Albrecht Speth-Schülzburg († 1465), Begründer der Linie Speth-Schülzburg
- Reinhard Speth-Schülzburg (um 1500),  Herzogtum Württemberg, Amtmann in Weinsberg, Obervogt in Neuenstadt, in Böblingen und herzoglicher Jägermeister
- Dietrich Speth zu Neidlingen († 1492), Haushofmeister des Herzogs Eberhardt des Bärtigen
- Dietrich Speth von Zwiefalten († 1536, bekanntester Vertreter der Familie), Landhofmeister, Obervogt, Ritter, Propst, bayerischer und kaiserlicher Rat
- Sebastian Solan Speth von Zwiefalten (1754–1812), österreichischer Feldmarschallleutnant
- Karl Speth von Schülzburg (1844–1905), Besitzer der Rittergüter Granheim und Schülzburg, Landtagsabgeordneter
- Reinhard Freiherr von Speth-Schülzburg (1876–1967), Landtagsabgeordneter
- Viktor Speth von Schülzburg (1887†1945), österreichischer Konsul in Berlin

Ein Großteil der Namensträger und Nachkommen der Familie haben nach der Entmachtung des Adels ihren Titel verloren.
Übergeblieben ist der deutsche Familienname Speth/Späth.